# Greenville (Dél-Karolina)
Greenville város az USA Dél-Karolina államában. Lakosainak száma 70 720 fő (2020. április 1.).

## Népesség
A település népességének változása:
| Lakosok száma | 58 409 | 62 252 | 70 720 |
|               | 2010   | 2014   | 2020   |